# Half Moon
Pour les articles homonymes, voir Germania.
Le Half Moon est une goélette construite en 1908 sous le nom de Germania pour Gustav Krupp von Bohlen und Halbach propriétaire de l'entreprise Krupp à Essen. Ce yacht a été le premier des six bateaux qui furent la propriété d'un membre de la famille Krupp.

Ce voilier de course, battant pavillon américain, a coulé en 1930 en Baie de Biscayne près de Miami. Le Half Moon  est devenu le 7° site de plongée sur épave archéologique en Floride (Florida Underwater Archaeological Preserve (en)) dès 2000 et inscrit au Registre national des lieux historiques le 31 mai 2001.

## Germania (1908-1917)
Le Germania fut construit en six mois à l'Arsenal Germania de Kiel en 1908. Cette goélette était le cadeau de mariage de Bertha Krupp à son mari Gustav Krupp von Bohlen und Halbach. Cette construction devait représenter le summum de l'ingénerie allemande dans les compétitions nautiques.

Lorsque la Première Guerre mondiale a éclaté en 1914 le Germania était engagé aux régates de la Semaine de Cowes organisée par le Royal Yacht Squadron au Royaume-Uni. Il a été arraisonné par la douane britannique sur le Solent et confisqué comme prise de guerre.

## Exen (1917-1921)
Acquis aux enchères en 1917 par le norvégien Christopher Hannevig, il prend le nom de Exen sur la Côte Est des États-Unis.

## Half Moon (1921-1930)
En 1921 il est acheté par Gordon WoodBury ancien Secrétaire-adjoint de l'US Navy et il est rebaptisé Half Moon.

Puis il change plusieurs fois de propriétaires : Charles D. Vail (1922-23), H. Fink & A. Toplitz (1923-28) et Ernest D. Smiley (1928-30).

En 1922, le yacht a presque coulé pendant une tempête sévère de Cap Hatteras. Revendu il a servi de casino-flottant à Miami pendant la prohibition.

Pendant un ouragan en 1926, il coule de nouveau proche de Miami. Renfloué peu de temps après il devient un chaland de pêche ancré sur le Gulf Stream. Pendant une nouvelle tempête en 1930, il coule définitivement sur un banc de sable en Baie de Biscayne.

## Autres yachts nommésGermania
- Germania II, 1934,
- Germania III, 1935,
- Germania IV, 1939,
- Germania V, 1955,
- Germania VI, 1963.

Germania Nova : est une réplique du yacht Germania. C'est une goélette franche construite au chantier naval espagnol Factoria Naval Marin en Galice en 2011 et battant pavillon d'Antigua-et-Barbuda.